# Magdalensberg (gmina)
Magdalensberg (słoweń. Štalenska gora) – gmina targowa w Austrii, w kraju związkowym Karyntia, w powiecie Klagenfurt-Land. Liczy 3336 mieszkańców (1 stycznia 2015).